# ماهی‌تابه

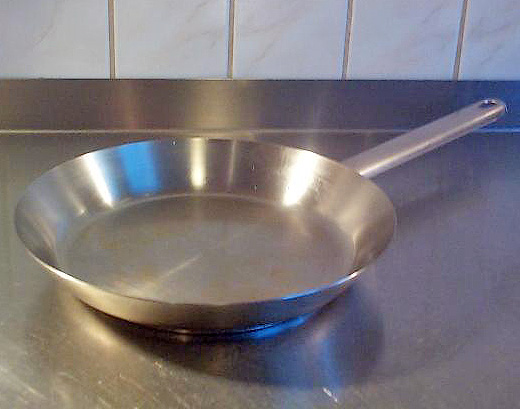
یک ماهی‌تابه استیل.

ماهی‌تابه یکی از وسایل آشپزخانه است که برای گرم کردن یا سرخ کردن انواع غذا به‌کار می‌رود. به ماهی‌تابه ماهی‌تاوه یا ماهی‌توه نیز گفته می‌شد.